# Розкладання сміття
Розкладання сміття — складний хімічний процес розкладання побутових відходів у навколишньому середовищі. Терміни розкладання варіюються від декількох днів до тисяч років.

## Терміни розкладання[2]
- Газетний папір у вологому, теплому середовищі розкладається протягом 6 тижнів.
- Недопалок від сигарети за різних умов розкладається протягом 1—5 років.
- Алюмінієва блашанка повністю розкладеться за 200 років.
- Пластикова ПЕТ-пляшка розкладатиметься близько 450 років.